# Svobodny, tỉnh Amur

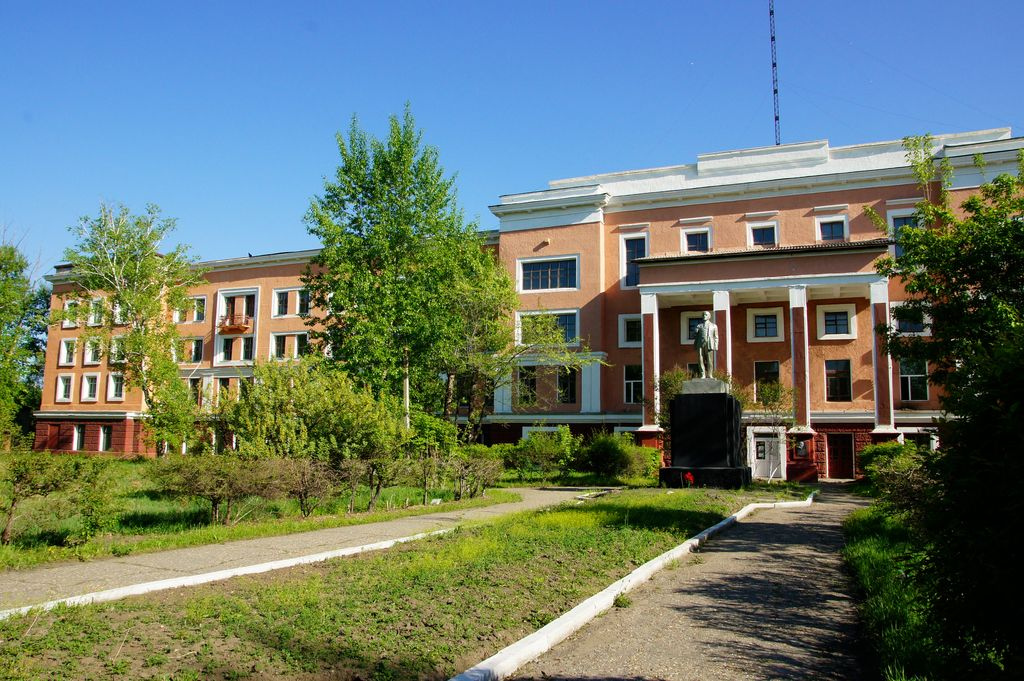
Một trường Cao đẳng Đường sắt ở Svobodny

Svobodny, tỉnh Amur (tiếng Nga: Свободный) là một thành phố Nga. Thành phố này thuộc chủ thể Amur Oblast. Thành phố có dân số 63.889 người (theo điều tra dân số năm 2002). Đây là thành phố lớn thứ 252 của Nga theo dân số năm 2002. Dân số qua các thời kỳ: